# Georges Koudoukou
Georges Koudoukou, né en 1894 à Fort-Crampel en Oubangui-Chari, mort le 15 juin 1942 à l'hôpital d'Alexandrie des suites de ses blessures reçues à la bataille de Bir-Hakeim, est un militaire centrafricain, combattant des deux guerres mondiales dans l'armée française.
Par son expérience et son charisme, il est surnommé « le père des tirailleurs » et entraîne en juin 1940 de nombreux ralliements à la France libre. Il s'illustre dans les combats de la France libre, participe à la campagne de Syrie, devient le premier officier centrafricain, prend part aux campagnes d'Égypte et de Cyrénaïque où il commande en second le bataillon de marche no 2. Lors de la bataille de Bir-Hakeim, il tient une position clé en résistant aux attaques pendant deux jours, puis est blessé mortellement.
Il est fait Compagnon de la Libération à titre posthume. À Bangui, une avenue porte son nom et un monument le célèbre ; son souvenir y est commémoré au moins deux fois par an.

## Biographie

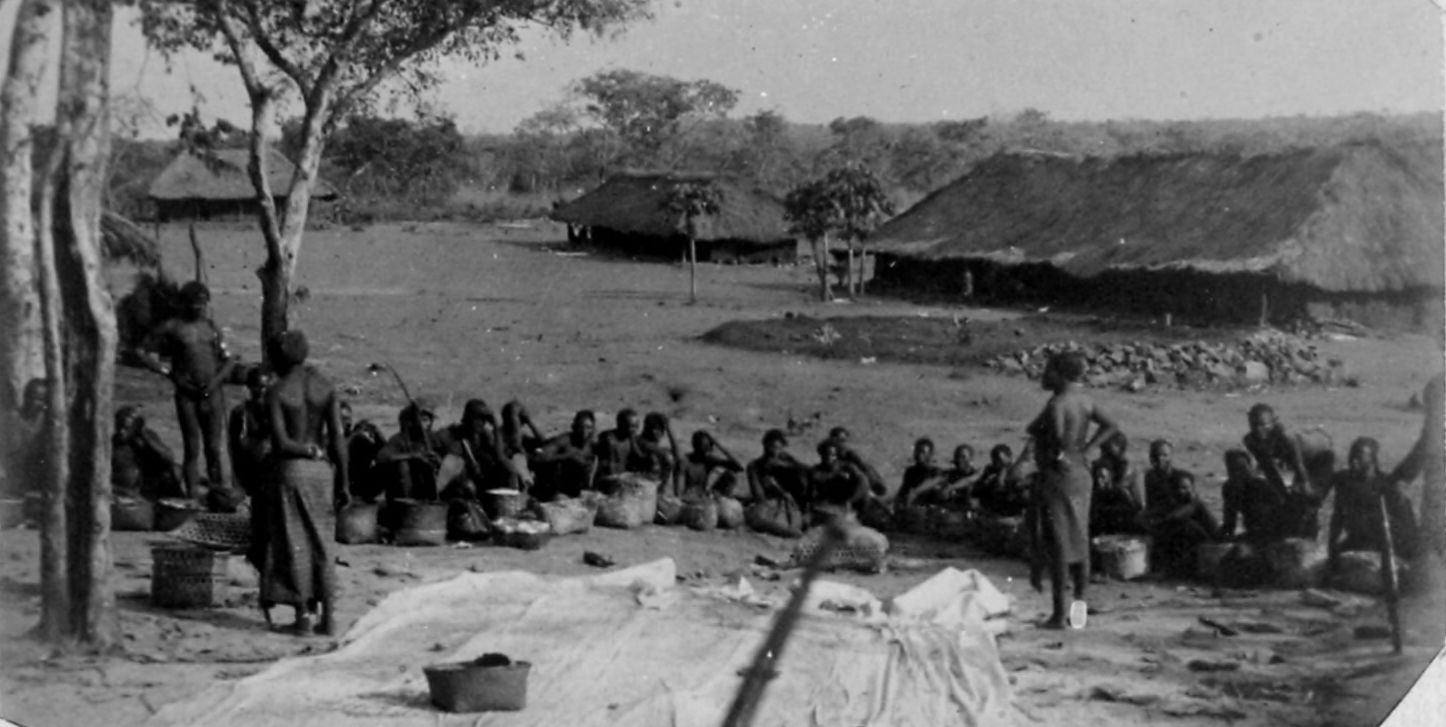
Fort-Crampel en 1900.

Né en 1894, Georges Koudoukou est originaire de la petite ville qui prend quatre ans plus tard le nom colonial de Fort-Crampel, dans la colonie française de l'Oubangui-Chari, nommée ensuite Crampel et actuellement dénommée Kaga-Bandoro dans la préfecture de Nana-Grébizi en République centrafricaine,.

Il y grandit et devient cultivateur.

### Première Guerre mondiale et entre-deux-guerres
Pendant la Première Guerre mondiale, Georges Koudoukou s'engage en janvier 1916 dans l'armée française, pour la durée de la guerre. Il sert au Bataillon no 3 de l'Afrique-Équatoriale française, et combat les Allemands implantés au Cameroun.
Après la fin de la guerre, il se réengage en 1919 pour trois ans, désirant suivre la carrière militaire. Il est nommé caporal en avril 1920, et affecté au Bataillon no 2 de l'AEF.
Nommé au 16e régiment de tirailleurs sénégalais, dans la 9e compagnie de ce régiment, il y est promu sergent et participe en 1925 à la campagne du Maroc, ou guerre du Rif. C'est à ce titre que la médaille militaire lui est décernée. Ensuite affecté au 12e régiment de tirailleurs sénégalais, il est en garnison en France métropolitaine de 1929 à 1931, à La Rochelle.
Georges Koudoukou retourne en 1931 en Afrique, à Bangui, nommé au Bataillon de tirailleurs de l'Oubangui-Chari. Réputé excellent sous-officier, il y  bénéficie de la promotion au grade d'adjudant-chef en 1934,, et exerce la fonction d'adjudant de compagnie de 1937 à 1940, à la 1re compagnie de cette unité, au camp de Kassaï,.

### 1940, entraîneur de ralliements à la France libre

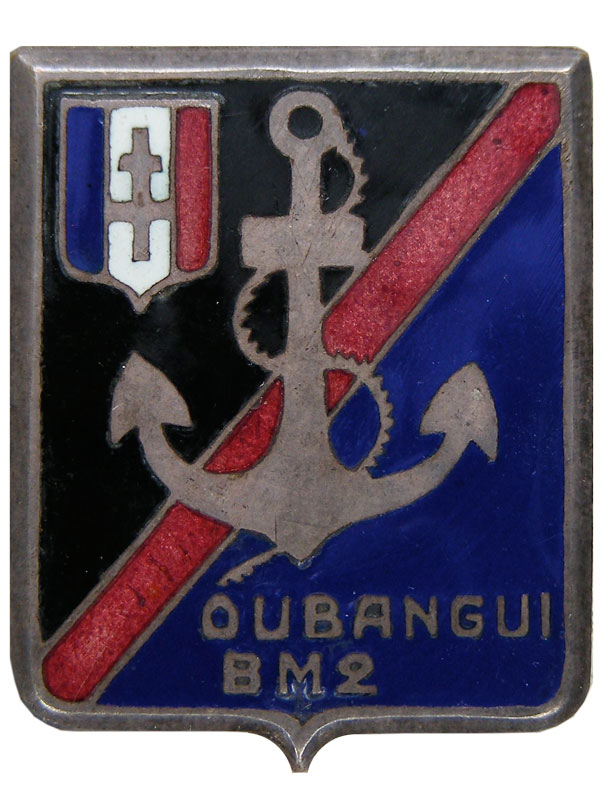
Il participe à la création du BM 2.

Après l'Appel du 18 Juin par le général de Gaulle, l'adjudant Koudoukou convainc tous les Africains de la garnison du camp Kassaï de rallier avec lui la France libre,.
Koudoukou participe à la fondation d'un nouveau bataillon, le Bataillon de marche n° 2 (« BM2 »), constitué en grande partie avec les troupes qu'il a ralliées à la France libre. Ce bataillon sera plus tard, comme lui-même, nommé compagnon de la Libération. Avec ce bataillon, il participera à toutes les campagnes de la 1re brigade française libre, jusqu'à sa mort après Bir-Hakeim.
Georges Koudoukou fait partie de la 7e compagnie du BM2 et quitte Bangui avec son unité pour rejoindre le front du Moyen-Orient. Il participe ainsi avec sa compagnie à la campagne de Syrie à partir du 7 juin 1941, contre les forces vichystes. Au combat de Mayadine fin septembre, il démontre son talent de tireur d'élite en atteignant toujours sa cible, quelle que soit l'arme qu'il utilise. Il prend part ensuite à des opérations de police dans la région de l'Euphrate jusqu'en novembre 1941.

### Officier de la France libre
Promu sous-lieutenant le 27 décembre 1941, il est de ce fait le premier officier centrafricain, et devient l'adjoint au commandant du BM2, Henri Amiel. Il est surnommé « le père des tirailleurs », en raison de son âge, de son expérience, de son autorité naturelle, de ses compétences et de son talent de tireur d'élite qui en font une « véritable légende » du bataillon.
Comme commandant adjoint de son bataillon de marche n° 2, Georges Koudoukou prend part à la « guerre du Désert » à partir du 4 janvier 1942. C'est d'abord la campagne d'Égypte, puis la campagne de Cyrénaïque où il s'illustre à Bir-Hakeim.

### Bir-Hakeim

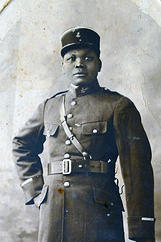
Georges Koudoukou vers 1941-1942.

Koudoukou participe à partir du 27 mai 1942 à la bataille de Bir-Hakeim. Il y tient une position qui résiste à plusieurs assauts successifs des forces d'infanterie italiennes et allemandes soutenues par des chars, du 8 au 10 juin. Le 10 juin, il est gravement blessé par un éclat d'obus qui l'atteint à la jambe à son poste de combat, au poste de commandement du BM2 ou lors de l'évacuation de Bir-Hakeim.
La jambe fracassée, il est amputé sur place, sans anesthésie et avec un matériel de fortune, par le docteur Mayolle, impressionné par son courage. Il est évacué de la position la nuit suivante. Le sous-lieutenant Koudoukou meurt quelques jours plus tard de ses blessures, le 15 juin 1942, dans un hôpital de la ville d'Alexandrie,.

### Hommages posthumes
Georges Koudoukou est fait Compagnon de la Libération à titre posthume, par décret du 9 septembre 1942. Il est le premier officier africain à recevoir cette distinction. Un avenue, une stèle, un monument avec statue et des célébrations biannuelles le commémorent à Bangui, la capitale de la République centrafricaine,.
Les célébrations du premier officier centrafricain font de l'ombre au président Bokassa qui n'était que le deuxième officier centrafricain, et n'assiste qu'en partie, ou pas du tout, aux cérémonies commémoratives.

## Distinctions et hommages

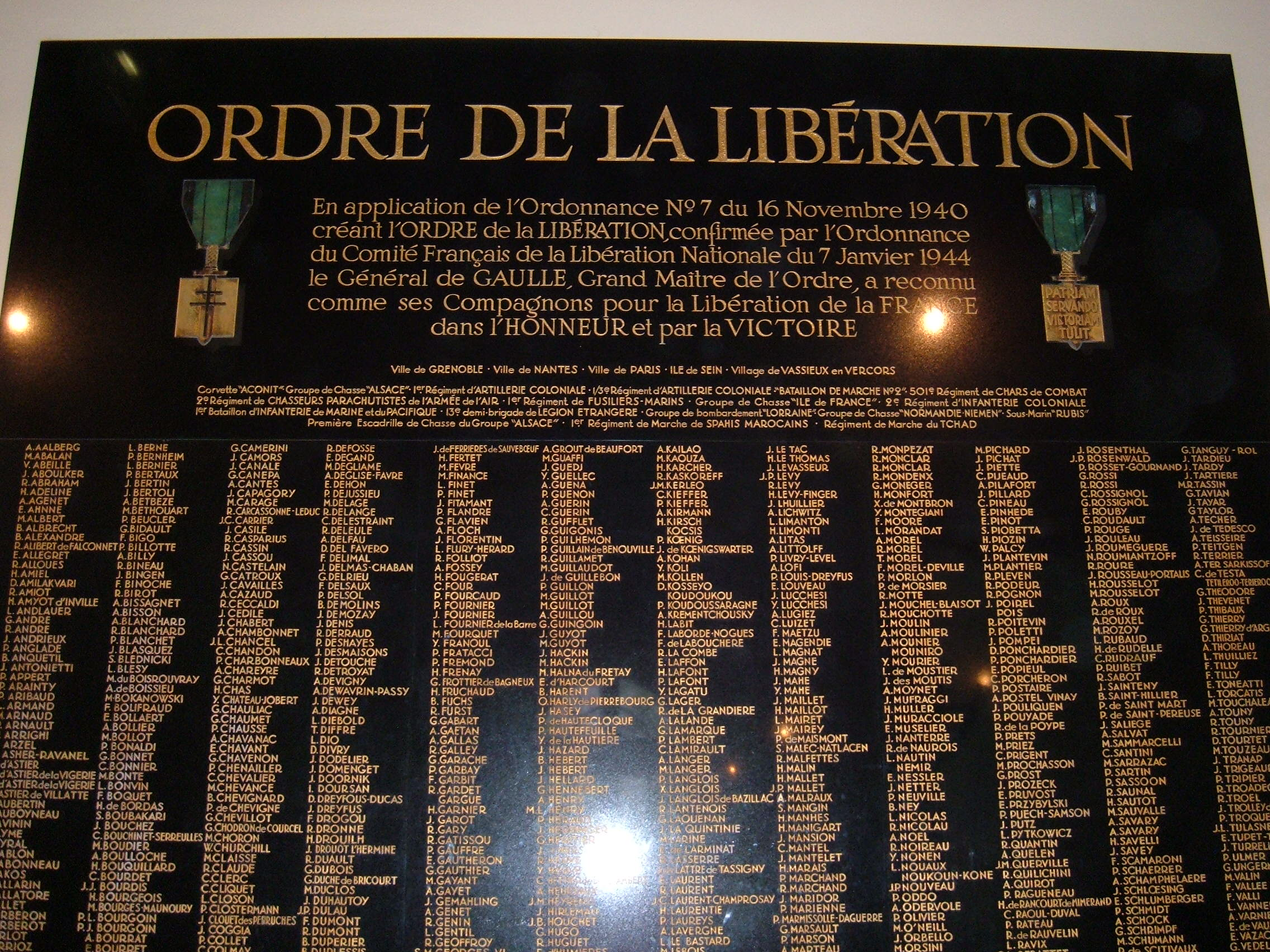
« » à la lettre K sur la plaque en hommage aux Compagnons, musée de l'Armée, Paris.

### Décorations
- Compagnon de la Libération, par décret du 9 septembre 1942[12]
- Médaille militaire.
- Croix de guerre 1939–1945, palme de bronze pour sa citation à l'ordre de l'armée.
- Croix de guerre des Théâtres d'opérations extérieurs.
- Médaille coloniale, avec agrafe « Maroc 1925 ».

### Autres hommages
- Une grande avenue porte son nom à Bangui, la capitale de la République centrafricaine[9].
- Également à Bangui, une stèle commémorative[9] et une fresque le représentent[13], ainsi qu'un monument avec une statue[3] inaugurée en avril 2009[14]. La mosquée voisine porte aussi son nom, le pape François s'y rend en novembre 2015[15].
- Deux fois par an, le 11 novembre et le 8 mai, les anciens combattants lui déposent une gerbe[9],[11].
- Il figure sur la liste des « Portraits de France », liste des 318 personnalités proposées officiellement en 2021 pour la diversification des noms de rue en France[16].

- Frères d'armes - Georges Koudourou, dans la série Frères d'armes, film-portrait raconté par Audrey Pulvar, co-réalisé par Pascal Blanchard et Rachid Bouchareb, 2016, 2 minutes [voir en ligne].